# Ингушская автономная область
Ингушская автономная область — административно-территориальная единица в составе РСФСР, существовавшая в 1924—1934 годах.
Центр — город Владикавказ (в состав области не входил).

## История
Ингушская автономная область была образована 7 июля 1924 года из Ингушского НО упразднённой Горской АССР. Центром области был назначен город Владикавказ, который не входил в состав области, имел статус автономного города и являлся также центром Северо-Осетинской АО.
26 февраля 1925 года Ингушская автономная область была включена в состав Северо-Кавказского края.
15 января 1934 года Ингушская АО была объединена с Чеченской АО в Чечено-Ингушскую АО.

## Административное деление
Первоначально область делилась на 3 района: Ачалукский (село Пседах), Горный (село Ахки-Юрт) и Назрановский.
8 марта 1926 года Ачалукский район был переименован в Пседахский, а Горный район разделён на Галашкинский и Пригородный (г. Владикавказ).
По состоянию на 1 октября 1931 года в состав области входили четыре района:
1. Галашкинский район — село Галашки,
2. Назрановский — село Назрань,
3. Пригородный — город Орджоникидзе,
4. Пседахский — село Пседах.

## Население
По результатам всесоюзной переписи населения 1926 года население области составляло 75 133 человек.
Национальный состав населения распределялся следующим образом:
| Национальность | Население, чел. | Доля в общем населении, % |
| -------------- | --------------- | ------------------------- |
| Ингуши         | 69 930          | 93,1                      |
| Чеченцы        | 2572            | 3,4                       |
| Русские        | 922             | 1,2                       |
| Осетины        | 317             | 0,4                       |